# Aviación Militar Dominicana
La Aviación Militar Dominicana fue el nombre de la entonces ahora Fuerza Aérea de la República Dominicana, que sirvieron al Generalísimo Rafael Leónidas Trujillo, y fue la institución aérea militar más poderosa del área del Caribe y Centroamérica, desde su creación en 1948 hasta la muerte de Rafael Leónidas Trujillo en 1961.

## Historia
Tras el fin de la ocupación del Cuerpo de Marines de los Estados Unidos, que duró de 1916 a 1924, el general Horacio Vázquez fue elegido presidente. Vázquez comenzó la construcción de nuevas fuerzas armadas, ya que el ejército había sido reducido a una fuerza policíaca durante la ocupación. En 1928 consolidó al Ejército Nacional de la República Dominicana y promulgó la Ley 904, mediante la cual se aportaron $125,000 dólares para organizar un arma aérea.
Un grupo de ingenieros y cadetes fue enviado a la escuela de aviación “Campo Colombia” localizada en la base aérea Teniente Brihuegas, en La Habana, donde recibieron el entrenamiento necesario para convertirlos en las semillas del nuevo servicio aéreo. El principal impulsor de este servicio fue el nuevo presidente, el general Rafael Leónidas Trujillo Molina, antiguo jefe de las fuerzas armadas, quien mediante el decreto 283 creó el Arma de Aviación del Ejército Nacional en 1932.
En 1933 llegaron los primeros equipos, incluyendo 3 biplanos de reconocimiento Vought O2U Corsair operados por mercenarios norteamericanos que sirvieron como instructores para la primera generación de pilotos que se habían graduado del entrenamiento básico en Cuba. Con la compra de nuevos monoplanos Bellanca CH-200 y Stinson SM-2AB Junior se estableció un servicio de correo aéreo para el que se planeó la construcción de una docena de aeródromos a lo largo del país.
En enero de 1936 se creó el destacamento de aviación del Ejército Nacional a través de la Orden General Nº.1 dictada por el presidente Trujillo y rápidamente obtuvo impulsos para crear una reputación a nivel internacional. Adquirió dos cazas Curtiss-Wright CW-19R, destinando uno de ellos a un maratón panamericano al lado de tres monoplanos cubanos Stinson Reliant. El vuelo de promoción fue cancelado cuando los tres aviones cubanos se accidentaron en Colombia, sin embargo, esto puso en claro la ambición del general Trujillo por poner a su país en la punta de la lanza de la aviación militar latinoamericana. 
Para 1944 había un importante y moderno aeropuerto en construcción a las afueras de Ciudad Trujillo, 10 kilómetros al oeste de la capital que se encargaría del tráfico civil y militar en la región. La terminal fue inaugurada el 22 de enero de 1944 y bautizada con el nombre de Aeropuerto General Andrews, en honor al general estadounidense Frank M. Andrews. Tras haber otorgado permiso a las fuerzas estadounidenses para utilizar algunas de sus bases, la República Dominicana fue autorizada a recibir ayuda militar, incluyendo a media docena de entrenadores armados North American AT-6 Texan y algunos entrenadores PT-17 y BT-13. Llegaron acompañados de una misión de asesores estadounidenses.

## Creación
El 5 de febrero de 1948, mediante Decreto n.º 4918, se crea el Cuerpo de Aviación Militar y su Estado Mayor, desligándose totalmente del Ejército Nacional, y con efectividad el 15 de febrero del mismo año se designa como jefe de Estado Mayor el Cor. Pil. Fernando Manuel Castillo. En ese mismo año se reciben una flota de aviones de construcción inglesa Beaufighter y Mosquitos. Igualmente se recibieron 15 aviones PT-7 “Stearman”, los cuales se fueron destinados a la instrucción y otras misiones militares.
El 10 de enero de 1949 es relevado del cargo el coronel Fernando Manuel Castillo, juramentándose, para esta ocasión, el general de brigada Federico Fiallo. En esa fecha arriba al país una misión militar brasileña compuesta por pilotos instructores, mecánicos e ingenieros aeronáuticos, contratados por el gobierno dominicano para la creación de una escuela de entrenamiento avanzado, especializada en la formación de pilotos de caza.

## Denominación como Fuerza Aérea Dominicana
En 1950 fue designado por el Poder Ejecutivo el coronel Frank Feliz Miranda, jefe de Estado Mayor del Cuerpo de Aviación Militar en sustitución del general Federico Fiallo, y posteriormente, mediante Decreto n.º 6853 del 29 de septiembre del 1950, el Cuerpo de Aviación cambia su denominación y, en lo adelante, se llamará Fuerza Aérea Dominicana.
El 16 de enero del 1951 el coronel Frank Feliz Miranda es relevado por el general de brigada Félix Hermida E.N., y concomitantemente se nombra con el rango de Capitán Honorario a Rafael L. Trujillo Martínez; posteriormente ya con el rango de general de brigada releva al general Hermida.
En el 1952 la FAD crece acorde con las ambiciones del nuevo comandante constituyéndose en la maquinaria militar más peligrosa del país. Durante el periodo entre el 4 de junio del 1952 al 19 de noviembre del 1961 fueron adquiridos por el Gobierno Dominicano los siguientes aviones:
- 42 aviones tipo P-51 Mustang
- 25 aviones de caza bombarderos P-47 Thunderbolt
- 30 aviones de caza De Havilland DH.100 Vampire
Durante este periodo se crean nuevas organizaciones dependientes del organismo, tales como:
- Escuadrones de Caza,
- Escuadrones de Caza Bombarderos,
- Blindados,
- Armas y Municiones,
- Operaciones,
- Asuntos legales.
- Escuadrones de Fusileros
- Cuerpo Médico
- Escuadrón de Reconocimiento y Rescate
- Fuerzas Especiales.
El 23 de marzo del 1953 es inaugurada la moderna Base Aérea “Presidente Trujillo”, hoy Base Aérea “San Isidro”.
El 18 de agosto de 1958 es designado el coronel Fernando A. Sánchez como jefe de Estado Mayor de la FAD., siendo relevado el 29 de mayo del 1960 por el general Virgilio García Trujillo, quien permaneció en funciones hasta el 16 de julio del 1961.
En esa misma fecha asume el cargo nuevamente el mayor general Fernández Sánchez, quien ocupó el cargo por segunda vez, siendo este oficial el último jefe de Estado Mayor, FAD, de la tiranía de Trujillo.
Como consecuencia de la caída del régimen de los Trujillo en el período que se inicia con la Rebelión de los Pilotos el 19 de noviembre del 1961 al 17 de septiembre del 1966, la Fuerza Aérea Dominicana vive momentos difíciles de su trayectoria, por la etapa de convulsión política que indefectiblemente tenía que reflejarse en la institución. De esta situación surge como jefe de Estado Mayor el coronel piloto Pedro S. Rodríguez Echavarría, nombrado mediante decreto n.º 7286 de fecha 19 de noviembre del 1961, con rango de General de Brigada Piloto Transitorio.
Al cumplir este oficial un año en el desempeño de esas funciones es relevado por el coronel piloto Miguel Atila Luna Pérez, quien para tales es fines ascendido al rango de General de Brigada Piloto transitorio, sucediéndole el coronel piloto Ismael E. Román Carbuccia, nombrado General de Brigada transitorio el 23 de enero del 1964, quien posteriormente fue relevado del cargo por el coronel piloto Juan de los Santos Céspedes, con el Rango de General de Brigada transitorio.
Estando al mando de la Fuerza Aérea Dominicana este oficial es cuando el organismo vive realmente los momentos más difíciles, críticos y dramáticos de toda su historia. El país se ve convulsionado por una contienda bélica que mantuvo su capital en un estado de zozobra, llegando al momento de ponerse en duda la integridad democrática de la nación.

## Poder Aéreo
Se le conoció como la Edad de Oro a la época donde la Aviación Militar Dominicana alcanzó su mayor gloria, donde el mismo presidente Rafael Leónidas Trujillo afirmó que sus Fuerzas Armadas podrían invadir Haíti en 24 horas y bombardear La Habana, Cuba en 72 horas.
La Aviación Militar Dominicana fue la fuerza aérea más poderosa del área del Caribe y Centroamérica, y fue la fuerza aérea, después de Estados Unidos en poseer más aviones P-51 Mustang en el mundo con alrededor de 50 aviones.

## Batallón Blindado
El 11 de febrero de 1958 es creada la " Compañía de Tanques", la misma estaba asentada en la " Base Aérea Presidente Trujillo (hoy Base Aérea de San isidro), la cual pertenecía a la Aviación Militar Dominicana, a dicha compañía fueron transferidos todos los blindados pertenecientes al Ejército Nacional. el 14 de septiembre de ese mismo año, la Compañía pasa a llamarse “Batallón Blindado General de Brigada Felipe Ciprian, E.N.”. El 5 de junio de 1959 es creado “Centro de Enseñanza de las Fuerzas Armadas 5 de junio” (CEFA), fue designado como comandante de esa unidad al teniente coronel José Alfonso León Estévez, AMD, dicha unidad estaba asentada en la Base Aérea “Presidente Trujillo”.

## Aeronaves
| Aeronave                       | Origen         | Tipo               | En servicio | Notas       | Imagen      |             |
| Bombarderos                    | Bombarderos    | Bombarderos        | Bombarderos | Bombarderos | Bombarderos | Bombarderos |
| ------------------------------ | -------------- | ------------------ | ----------- | ----------- | ----------- | ----------- |
| Boeing B-17 Flying Fortress    | Estados Unidos | Bombardero pesado  | 2           |             |             |             |
| Beaufighter                    | Reino Unido    | Caza pesado        | 10          |             |             |             |
| North American B-25 Mitchell   | Estados Unidos | Bombardero medio   | 5           |             |             |             |
| Douglas A-26 Invader           | Estados Unidos | Bombardero ligero  | 5           |             |             |             |
| Caza                           |                |                    |             |             |             |             |
| Lockheed P-38 Lightning        | Estados Unidos | Caza pesado        | 11          |             |             |             |
| De Havilland Mosquito          | Reino Unido    | Caza polivalente   | 5           |             |             |             |
| Republic P-47 Thunderbolt      | Estados Unidos | Cazabombardero     | 25          |             |             |             |
| de Havilland Vampire           | Reino Unido    | Caza               | 42          |             |             |             |
| North American P-51 Mustang    | Estados Unidos | Cazabombardero     | 50          |             |             |             |
| Avión de entrenamiento         |                |                    |             |             |             |             |
| North American T-6 Texan       | Estados Unidos | Entrenamiento      | 68          |             |             |             |
| Vultee BT-13 Valiant           | Estados Unidos | Entrenamiento      | 25          |             |             |             |
| Boeing-Stearman Modelo 75      | Estados Unidos | Entrenamiento      | 25          |             |             |             |
| Lockheed T-33 Shooting Star    | Estados Unidos | Entrenamiento      | 4           |             |             |             |
| Aeronave de transporte militar |                |                    |             |             |             |             |
| Douglas C-47 Skytrain          | Estados Unidos | Transporte militar | 20          |             |             |             |
| Curtiss C-46 Commando          | Estados Unidos | Transporte militar | 10          |             |             |             |
| Consolidated PBY Catalina      | Estados Unidos | Hidrocanoa         | 7           | Carga       |             |             |

- Datos: Q16489290